# La Force des choses (film)
 (juillet 2025).
Pour plus de détails, voir Fiche technique et Distribution.
La Force des choses est un court métrage français réalisé en 1997 par Alain Guiraudie et sorti en 2001.

## Synopsis
Un bandit ravisseur de filles est traqué par trois guerriers dans les bois.

## Fiche technique
- Titre : La Force des choses
- Réalisation : Alain Guiraudie
- Scénario : Alain Guiraudie
- Photographie : Antoine Héberlé
- Musique : Stéphanie Barbarou et Gloria Sovran
- Montage : Pierre Molin
- Son : Frédéric de Ravignan et Jean-Christophe Julé
- Lieu de tournage : Montagne Noire
- Production : Les Films du temps qui passe - Hulot Productions - Ellipse Imako - Les Films du Levant
- Distribution : Shellac
- Pays d'origine :  France
- Durée : 16 minutes
- Date de sortie : 7 mars 2001[1]

## Distribution
- Morgan Nicolas : Ulrik
- Martial Petit : Jaune Safran
- Polo : Montogono
- Olivier Romey : Manjas Kébir
- Sandra Casellini : la fille

## Sélections
- Rencontres cinéma de Gindou 1997
- Festival Côté court de Pantin 1998